# Jagny-sous-Bois
Jagny-sous-Bois egy község Franciaországban. Lakosainak száma 272 fő (2022. január 1.).

## Földrajza
Jagny-sous-Bois Lassy, Bellefontaine, Châtenay-en-France, Épinay-Champlâtreux, Mareil-en-France és Le Plessis-Luzarches községekkel határos.